# 大阪市立今市中学校
大阪市立今市中学校（おおさかしりつ いまいち ちゅうがっこう）は、大阪府大阪市旭区にある公立中学校。
1952年に大阪市立旭東中学校の分校として設置され、翌1953年に独立校となった。学校敷地は、太平洋戦争時の高射砲台地跡を転用している。

## 沿革
- 1952年9月 - 大阪市立旭東中学校分校として設置。
- 1953年4月 - 大阪市立今市中学校として独立開校。
- 1962年5月 - 講堂兼体育館完成。
- 1963年3月 - プール完成。
- 1997年9月 - 新体育館完成。

## 通学区域
- 大阪市立古市小学校、大阪市立太子橋小学校、大阪市立大宮小学校の通学区域。

大阪市旭区 今市1丁目・2丁目、森小路1丁目・2丁目、千林1丁目・2丁目、太子橋1丁目-3丁目、大宮5丁目。

## 交通
- 地下鉄谷町線・今里筋線 太子橋今市駅 北西へ約600m。